# Montferrier-sur-Lez
 Montferrier-sur-Lez  es una población y comuna francesa, situada en la región de Occitania, departamento de Hérault, en el distrito de Montpellier y cantón de Montpellier - Castelnau-le-Lez.

## Demografía
| 751 | 1105 | 1684 | 2015 | 2670 | 3292 | 3532 |
| Para los censos de 1962 a 1999 la población legal corresponde a la población sin duplicidades (Fuente: INSEE [Consultar]) |      |      |      |      |      |      |